# 美国众议院国土安全委员会
美國眾議院國土安全委員會（英語：United States House Committee on Homeland Security）是美國眾議院常設委員會，其職責包括美國安全立法和對美國國土安全部的監督。

## 外部連結
- Committee on Homeland Security homepage （页面存档备份，存于） (Archive （页面存档备份，存于）)
- House Homeland Security Committee （页面存档备份，存于）. Legislation activity and reports, Congress.gov.
- House Homeland Security Committee Hearings and Meetings Video （页面存档备份，存于）. Congress.gov.
- U.S. Department of Homeland Security homepage （页面存档备份，存于）
- 美国众议院国土安全委员会的作品  - 古騰堡計劃
- 互联网档案馆中美国众议院国土安全委员会的作品或与之相关的作品